# Championnat du Maroc de football 1941-1942
Navigation
Édition précédente Édition suivante
Le Championnat du Maroc de football 1941-1942 représente la 27e saison footballistique du Maroc. Elle marque la reprise du système « classique » des championnats après 2 saisons jouées au système « critérium » à cause du déclenchement de la 2e guerre mondiale. Débuta le 5 octobre 1941, et s'est terminée le 13 septembre 1942.
L'USM remporte son 12e Championnat du Maroc (Division Honneur) avec un total de 46 points, et s'est qualifié en Championnat d'Afrique du Nord. De son côté, le WAC remporte son 1er sacre du Championnat du Maroc (Division Pré-honneur), au début devant l'ASR, 3-0, et à la suite de réserves formulées par l'USDM contre la qualification d'un joueur du club de Rabat, l'ASR est disqualifiée et une autre finale est jouée quatre mois après face à l'USDM que le WAC la remporte aussi, 1-0. Cependant, la LMFA a décidé de ne pas rejouer les barrages pour la montée opposant le champion de Pré-honneur et son dauphin aux deux derniers de la Division Honneur, que le WAC et l'ASR avaient gagner déjà face au SCCRN et à l'ASC. La LMFA a donc décidé que le WAC et l'ASR (malgré sa disqualification face à l'USDM), obtiennent leur montée en D1, tandis que le SCCRN et l'ASC sont officiellement relégués en D2.

## Clubs participants

### Division Honneur
La Division Honneur représente le plus haut niveau de la Ligue du Maroc de Football Association, l'équivalent de l'élite pour cette ligue. Elle est constituée de dix équipes qui s'affrontent à la fois pour le titre de "Champion de la Division Honneur" et celui de "Champion du Maroc", puisqu'il s'agit du plus haut degré.
Les clubs qui la constituent sont :
L'ASC : Association Sportive de Casablanca.
L'OCM : Olympique Club de Meknès.
L'OM : Olympique Marocain.
Le RAC : Racing Athletic Club.
Le SAM : Sports Athlétiques de Marrakech.
Le SCCRN : Sporting Club Cheminots des Roches Noires.
Le SM : Stade Marocain.
L'USA : Union Sportive Athlétique.
L'USF : Union Sportive de Fès.
L'USM : Union Sportive Marocaine.

### Division Promotion
La Division Promotion représente le 2e plus haut niveau de la Ligue du Maroc de Football Association, l'équivalent de la 2e série pour cette ligue. Elle est constituée de 17 équipes qui s'affrontent dans leurs championnats régionaux à la fois pour avoir au moins deux équipes qualifiées (champion et dauphin) aux play-off où chacune d'eux se battre pour le titre de "Champion de la Division Promotion" et celui de "Champion du Maroc - Pré-honneur", puisqu'il s'agit du 2e plus haut degré.
Groupe Nord
Les clubs de la Division Promotion (Groupe Nord) sont :
Le SCT : Sporting Club de Taza.
L'USDM : Union Sportive de Meknès.
L'USO : Union Sportive d'Oujda.
L'USP : Union Sportive de Petitjean.
Groupe Centre
Les clubs de la Division Promotion (Groupe Centre) sont :
L'ASR : Association Sportive de Rabat.
Le CAP : Club Athlétique de Port-lyautey.
Le COC : Club Olympique de Casablanca.
Le FS : Fédala Sports.
Le RUC : Racing Universitaire de Casablanca.
L'USRS : Union Sportive Musulmane de Rabat-Salé.
Le WAC : Wydad Athletic Club.
Groupe Chaouia-Sud
Les clubs de la Division Promotion (Groupe Chaouia-Sud) sont :
L'ASS : Association sportive de Settat.
L'OCK : Olympique Club de Khouribga.
Le RCOZ : Rapide Club d'Oued-Zem.
Groupe Sud
Les clubs de la Division Promotion (Groupe Sud) sont :
L'ASM : Association Sportive de Marrakech.
Le SCM : Sporting Club de Mazagan.
L'USS : Union Sportive de Safi.

## Résultats des championnats

### Division d'Honneur

#### Classement
Le barème de points servant à établir le classement se décompose ainsi :
- Victoire : trois points ;
- Match nul : deux points ;
- Défaite : un point.

| Rang | Équipe             | Pts | J  | G | N | P | Bp | Bc | Diff |
| ---- | ------------------ | --- | -- | - | - | - | -- | -- | ---- |
| 1    | US Marocaine T     | 46  | 18 |   |   |   |    |    |      |
| 2    | Stade Marocain     | 43  | 18 |   |   |   |    |    |      |
| 3    | OC Meknès          | 42  | 18 |   |   |   |    |    |      |
| 4    | Racing AC          | 38  | 18 |   |   |   |    |    |      |
| -    | Olympique marocain | 38  | 18 |   |   |   |    |    |      |
| 6    | SA Marrakech       | 37  | 17 |   |   |   |    |    |      |
| 7    | US Athlétique V    | 34  | 18 |   |   |   |    |    |      |
| 8    | US Fès             | 27  | 17 |   |   |   |    |    |      |
| 9    | SC Roches Noires   | 27  | 18 |   |   |   |    |    |      |
| 10   | AS Casablanca      | 24  | 18 |   |   |   |    |    |      |

|  | Champion du Maroc et de la Division d'Honneur 1941-1942 Qualification au Championnat d'Afrique du Nord 1942 |
|  | Vice-champion du Maroc et de la Division d'Honneur 1941-1942                                                |
|  | Participation au barrage de promotion-relégation                                                            |
|  | (T) Tenant du titre (P) Club promu de Promotion                                                             |

#### Résultats
| Résultats (▼dom., ►ext.)                                   | USM | SM | OCM | RAC | OM | SAM | USA | USF | SCCRN | ASC |
| US Marocaine                                               |     | -  | -   | -   | -  | -   | -   | -   | -     | -   |
| Stade Marocain                                             | -   |    | -   | -   | -  | -   | -   | -   | -     | -   |
| OC Meknès                                                  | -   | -  |     | -   | -  | -   | -   | -   | -     | -   |
| RA Casablanca                                              | -   | -  | -   |     | -  | -   | -   | -   | -     | -   |
| Olympique marocain                                         | -   | -  | -   | -   |    | -   | -   | -   | -     | -   |
| SA Marrakech                                               | -   | -  | -   | -   | -  |     | -   | -   | -     | -   |
| US Athlétique                                              | -   | -  | -   | -   | -  | -   |     | -   | -     | -   |
| US Fès                                                     | -   | -  | -   | -   | -  | -   | -   |     | -     | -   |
| SC Roches Noires                                           | -   | -  | -   | -   | -  | -   | -   | -   |       | -   |
| AS Casablanca                                              | -   | -  | -   | -   | -  | -   | -   | -   | -     |     |
| - Victoire à domicile - Match nul - Victoire à l'extérieur |     |    |     |     |    |     |     |     |       |     |

### Division de Promotion

#### Phase de groupe
- Groupe Nord

Classement
L'USD Meknès terminant champion du groupe Nord en battant le 3 mai 1942 le Sporting Club de Taza sur le score de 2 buts à 0. Le club meknassi se qualifie donc aux play-off pour dessiner le champion de la Division Pré-honneur.

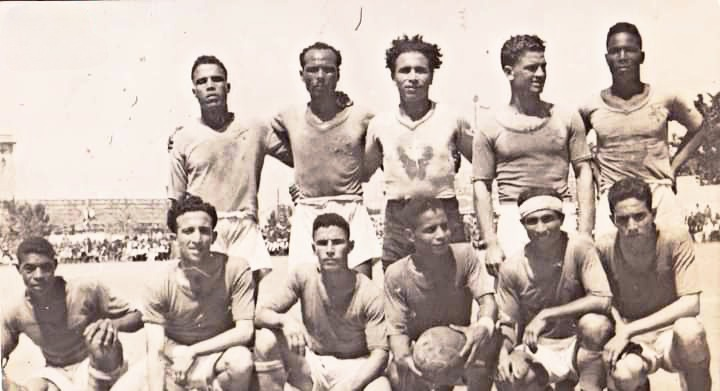
Voici le onze du WAC, champion du Maroc de football (Division Promotion - Groupe Centre).

Le barème de points servant à établir le classement se décompose ainsi :
- Victoire : trois points ;
- Match nul : deux points ;
- Défaite : un point.

| Rang | Équipe       | Pts | J | G | N | P | Bp | Bc | Diff |
| ---- | ------------ | --- | - | - | - | - | -- | -- | ---- |
| 1    | USD Meknès   | 6   | 3 | 0 | 3 | 0 | 1  | 1  | 0    |
| 2    | SC Taza      | 8   | 4 | 1 | 2 | 1 | 4  | 4  | 0    |
| 3    | US Oujda     | 3   | 2 | 0 | 1 | 1 | 0  | 1  | -1   |
| 4    | US Petitjean | 7   | 3 | 2 | 0 | 1 | 4  | 3  | +1   |

|  | Qualification au play-off de Pré-honneur |

Résultats
| Résultats (▼dom., ►ext.)                                   | USDM | SCT | USO | USP |
| USD Meknès                                                 |      | 0-0 | -   | -   |
| SC Taza                                                    | 1-1  |     | -   | 1-0 |
| US Oujda                                                   | 0-0  | -   |     | -   |
| US Petitjean                                               | -    | 3-2 | 1-0 |     |
| - Victoire à domicile - Match nul - Victoire à l'extérieur |      |     |     |     |

- Groupe Centre

Classement
Le groupe Centre regroupe cette année les clubs de la région de Casablanca et Rabat. Contrairement aux autres groupes, les deux premières places sont qualificatives au play-off. C'est finalement le Wydad AC qui termine leader du groupe grâce à sa victoire décisive le 26 avril 1942 face à l'AS Rabat sur le score de 3 buts à 2.
Le barème de points servant à établir le classement se décompose ainsi :
- Victoire : trois points ;
- Match nul : deux points ;
- Défaite : un point.

| Rang | Équipe          | Pts | J  | G | N | P | Bp | Bc | Diff |
| ---- | --------------- | --- | -- | - | - | - | -- | -- | ---- |
| 1    | Wydad AC        | 27  | 10 | 8 | 1 | 1 | 33 | 7  | +26  |
| 2    | AS Rabat        | 25  | 11 | 7 | 1 | 2 | 38 | 21 | +17  |
| 3    | Fédala SC       | 25  | 9  | 8 | 0 | 1 | 28 | 9  | +19  |
| 4    | CA Port-Lyautey | 16  | 9  | 2 | 3 | 4 | 14 | 24 | -10  |
| 5    | CO Casablanca   | 16  | 11 | 1 | 3 | 7 | 15 | 36 | -21  |
| 6    | US Rabat-Salé   | 13  | 8  | 2 | 1 | 5 | 13 | 17 | -4   |
| 7    | RU Casablanca   | 9   | 8  | 0 | 1 | 7 | 6  | 33 | -27  |

|  | Qualification au play-off de Pré-honneur |

Résultats
| Résultats (▼dom., ►ext.)                                   | WAC | ASR | FS  | CAPL | COC | RUC | USMRS |
| Wydad AC                                                   |     | 1-2 | -   | 4-0  | 5-1 | 6-0 | 5-1   |
| AS Rabat                                                   | 1-4 |     | 1-4 | 5-2  | 7-1 | 9-1 | -     |
| Fédala SC                                                  | -   | 6-1 |     | 4-1  | 4-0 | 4-2 | 2-0   |
| CA Port-Lyautey                                            | 1-1 | 0-4 | 2-0 |      | 2-2 | -   | 2-2   |
| CO Casablanca                                              | 0-3 | 2-2 | 1-2 | 2-4  |     | 1-1 | 4-2   |
| RU Casablanca                                              | 1-3 | 0-4 | 1-2 | -    | -   |     | -     |
| USM Rabat-Salé                                             | 0-1 | 0-2 | -   | -    | 4-1 | 4-0 |       |
| - Victoire à domicile - Match nul - Victoire à l'extérieur |     |     |     |      |     |     |       |

Demi-finales
- 19 avril 1942 : 
  - USM Rabat-Salé - Wydad AC (le WAC avait gagné par forfait).
  - AS Rabat (l'ASR s'est qualifiée; résultat non-encore disponible)

Finale
- 26 avril 1942 : 
  - AS Rabat 2-3 Wydad AC

- Groupe Chaouia-Sud

Classement
Le barème de points servant à établir le classement se décompose ainsi :
- Victoire : trois points ;
- Match nul : deux points ;
- Défaite : un point.

| Rang | Équipe       | Pts | J | G | N | P | Bp | Bc | Diff |
| ---- | ------------ | --- | - | - | - | - | -- | -- | ---- |
| 1    | AS Settat    | 7   | 3 | 2 | 0 | 1 | 8  | 3  | +5   |
| 2    | OC Khouribga | 6   | 3 | 2 | 0 | 1 | 5  | 3  | +2   |
| 3    | RC Oued-Zem  | 2   | 2 | 0 | 0 | 2 | 1  | 8  | -7   |

|  | Qualification au play-off de Pré-honneur |

Résultats
| Résultats (▼dom., ►ext.)                                   | ASS | OCK | RCOZ |
| AS Settat                                                  |     | 2-0 | 6-0  |
| OC Khouribga                                               | 3-0 |     | 2-1  |
| RC Oued-Zem                                                | -   | -   |      |
| - Victoire à domicile - Match nul - Victoire à l'extérieur |     |     |      |

- Groupe Sud

Classement
Le barème de points servant à établir le classement se décompose ainsi :
- Victoire : trois points ;
- Match nul : deux points ;
- Défaite : un point.

| Rang | Équipe       | Pts | J | G | N | P | Bp | Bc | Diff |
| ---- | ------------ | --- | - | - | - | - | -- | -- | ---- |
| 1    | AS Mazagan   | 11  | 4 | 3 | 1 | 0 | 8  | 4  | +4   |
| 2    | AS Marrakech | 3   | 2 | 0 | 1 | 1 | 2  | 3  | -1   |
| 3    | US Safi      | 2   | 2 | 0 | 1 | 2 | 2  | 5  | -3   |

|  | Qualification au play-off de Pré-honneur |

Résultats
| Résultats (▼dom., ►ext.)                                   | ASM | USS | ASM |
| AS Mazagan                                                 |     | 3-1 | 1-1 |
| US Safi                                                    | 1-2 |     | -   |
| AS Marrakech                                               | 1-2 | -   |     |
| - Victoire à domicile - Match nul - Victoire à l'extérieur |     |     |     |

### Division Pré-honneur
Play-off
| Date       | Équipe 1  | Résultat | Équipe 2 | Lieu       |
| ---------- | --------- | -------- | -------- | ---------- |
| 3 mai 1942 | AS Settat | 2 - 3    | AS Rabat | Casablanca |

La rencontre capitale opposant le champion de la poule Chaouïa-Sud au deuxième de la poule Centre dans le cadre du barrage permettant la qualification en demi-finale a lieu le 3 mai à Casablanca. L'AS Settat affronte l'AS Rabat. La rencontre très disputée se termine finalement par une victoire de l'AS Rabat par 3 buts à 2.

#### Demi-finales
| Date        | Équipe 1 | Résultat      | Équipe 2   | Lieu         |
| ----------- | -------- | ------------- | ---------- | ------------ |
| 10 mai 1942 | Wydad AC | 0 - 0 (a. p.) | AS Mazagan | Casablanca   |
| 10 mai 1942 | AS Rabat | 1 - 0 (a. p.) | USD Meknès | Port-Lyautey |

Les demi-finales ont lieu le 10 mai 1942, et opposent à Casablanca, le Wydad AC à l'AS Mazagan, et à Port-Lyautey, l'AS Rabat à l'USD Meknès. Les équipes qualifiées sont les deux premiers du groupe Centre, et les premiers des groupes Nord et Sud. 
Le WAC est tenu en échec par Mazagan et doit donc rejouer un match retour là bas tandis que l'AS Rabat se qualifie en finale en battant l'USD Meknès, champion du groupe Nord, sur le score de 1 but à 0.
| Date        | Équipe 1   | Résultat | Équipe 2 | Lieu    |
| ----------- | ---------- | -------- | -------- | ------- |
| 14 mai 1942 | AS Mazagan | 1 - 2    | Wydad AC | Mazagan |

Après un match nul et vierge (0-0) à Casablanca, le match est rejoué à Mazagan le 14 mai. Mené 1 but à 0, le WAC réussit à renverser le match en inscrivant successivement deux buts permettant ainsi aux casablancais de se qualifier en finale.

#### Finale

##### Avant les réserves de l'USDM
| Date        | Équipe 1 | Résultat | Équipe 2 | Lieu       |
| ----------- | -------- | -------- | -------- | ---------- |
| 17 mai 1942 | Wydad AC | 3 - 0    | AS Rabat | Casablanca |

La finale a lieu le 17 mai 1942, à Casablanca. Le vainqueur de celle-ci doit affronter en barrages le dernier, en l'occurrence l'AS Casablanca, tandis que le perdant doit affronter l'avant dernier, c'est-à-dire le SCC Roches Noires. Le Wydad AC remporte finalement le championnat de Promotion, en battant l'AS Rabat sur le score de 3 buts à 0, et doit affronter en barrages l'AS Casablanca alors que l'AS Rabat devra se frotter au SCC Roches Noires. À noter que les deux finalistes de cette saison en Promotion étaient déjà au coude-à-coude dans le groupe Centre où le WAC avait terminé premier.

##### Après les réserves de l'USDM
| Date              | Équipe 1 | Résultat | Équipe 2   | Lieu       |
| ----------------- | -------- | -------- | ---------- | ---------- |
| 13 septembre 1942 | Wydad AC | 1 - 0    | USD Meknès | Casablanca |

Le Wydad AC, qui avait pourtant déjà remporté la finale, doit rejouer la finale face à l'USD Meknès, après des réserves formulés par le club de Meknès contre la qualification d'un joueur de l'AS Rabat, durant la demi-finale opposant les deux équipes. Les réserves ont été tardivement reconnues valables, donnant la victoire sur le tapis à l'USDM. La LMFA a donc décidé de rejouer la finale, quatre mois après.

La nouvelle finale a donc lieu le 13 septembre 1942 au Stade Philip à huis clos sans raison valable, en plein ramadan, le WAC marque l'unique but de la rencontre à la 56e minute par un but de Ben Messaoud sur un centre de M'Hamed. Le Wydad est donc bien finalement champion de Pré-honneur. Malgré la disqualification de l'AS Rabat, il a été décidé de ne pas modifier les résultats des barrages, et donc le WAC et l'ASR seront en Division d'Honneur la saison suivante.

## Barrages

### Accession en Division d'Honneur
| Équipe 1         | Résultat | Équipe 2      | Aller | Retour |
| ---------------- | -------- | ------------- | ----- | ------ |
| Wydad AC         | 2 - 1    | AS Casablanca | 1 - 0 | 1 - 1  |
| SC Roches Noires | 0 - 2    | AS Rabat      | 0 - 2 | 0 - 0  |

Les barrages pour l'accession en Division d'Honneur opposent le champion de Promotion, le Wydad AC, au dernier et 10e, l'AS Casablanca, et le vice-champion de Promotion, l'AS Rabat, à l'avant dernier et 9e, le SC Roches Noires. Les vainqueurs de ces barrages décroche leur place dans l'élite du Maroc la saison prochaine tandis que les perdants évolueront en Promotion.
Les matchs aller ont lieu dans le stade Philip à Casablanca le 24 mai 1942. Le Wydad AC défait l'AS Casablanca sur le score d'un but à 0 tandis que l'AS Rabat bat les Roches Noires par 2 buts à 0. Au retour à Casablanca, le 31 mai 1942, le musulmans du Wydad AC arrachent le nul face à l'AS Casablanca, et de ce fait gagnent leur place en Division d'Honneur la saison prochaine, tandis que l'AS Rabat se contente de conserver le nul face au SC Roches Noires à Rabat, et accède donc également en Division d'Honneur.

## Palmarès
Championnats
- Division Honneur :
  - Équipe première : US Marocaine
  - Équipe réserve : US Marocaine
  - Équipe junior : Racing AC

- Division Pré-honneur :
  - Équipe première : Wydad AC

- Division Promotion :
  - Groupe Nord : USD Meknès
  - Groupe Centre : Wydad AC
  - Groupe Chaouia-Sud : AS Settat
  - Groupe Sud : AS Mazagan

- Ligue du Chaouïa :
  - Équipe réserve : CO Casablanca

Coupe d'Ouverture
- Finale : Racing AC 2-1 US Athlétique

Coupe d'Élite
- Finale : US Marocaine 3-0 SA Marrakech

Coupe de la Ligue du Chaouïa
- Finale : US Marocaine 4-2 SC Bel-Abbès

Coupe de la Ligue du Gharb
- Finale : CA Port-lyautey 3-2 US Petit-jean

Supercoupe du Maroc
- Finale : US Marocaine 6-3 CS Marocain